# Meridià 13 a l'est
El meridià 13 a l'est de Greenwich és una línia de longitud que s'estén des del pol Nord a través de l'oceà Àrtic, Europa, l'Àfrica, l'oceà Atlàntic, l'oceà Antàrtic i Antàrtida al pol Sud.
El meridià 13 a l'est forma un cercle màxim amb el meridià 167 a l'oest.
Com tot els altres meridians, la seva longitud correspon a una semicircumferència terrestre, són 20.003,932 km. Al nivell de l'equador, la seva distància del meridià de Greenwich és de 1.447 km

## De Pol a Pol
Des del pol Nord i dirigint-se cap al sud fins al pol Sud, el meridià 13 a l'Est passa per:
| Coordenades                             | País, territori o mar | Notes                                                                                    |
| --------------------------------------- | --------------------- | ---------------------------------------------------------------------------------------- |
| 90° 0′ N, 13° 0′ E / 90.000°N,13.000°E  | Oceà Àrtic            |                                                                                          |
| 79° 48′ N, 13° 0′ E / 79.800°N,13.000°E | Noruega               | Illa de Spitsbergen, Svalbard                                                            |
| 78° 12′ N, 13° 0′ E / 78.200°N,13.000°E | Oceà Atlàntic         | Mar de Noruega                                                                           |
| 68° 3′ N, 13° 0′ E / 68.050°N,13.000°E  | Noruega               | Illa de Moskenesøya                                                                      |
| 67° 53′ N, 13° 0′ E / 67.883°N,13.000°E | Oceà Atlàntic         | Mar de Noruega                                                                           |
| 66° 41′ N, 13° 0′ E / 66.683°N,13.000°E | Noruega               | Nombroses illes i terra ferma                                                            |
| 64° 4′ N, 13° 0′ E / 64.067°N,13.000°E  | Suècia                | Passa a través del llac Vänern                                                           |
| 55° 44′ N, 13° 0′ E / 55.733°N,13.000°E | Øresund               |                                                                                          |
| 55° 37′ N, 13° 0′ E / 55.617°N,13.000°E | Suècia                | Passa a través de Malmö                                                                  |
| 55° 23′ N, 13° 0′ E / 55.383°N,13.000°E | Mar Bàltic            |                                                                                          |
| 54° 27′ N, 13° 0′ E / 54.450°N,13.000°E | Alemanya              | Passa a l'oest de Berlín                                                                 |
| 50° 26′ N, 13° 0′ E / 50.433°N,13.000°E | Txèquia               |                                                                                          |
| 49° 19′ N, 13° 0′ E / 49.317°N,13.000°E | Alemanya              |                                                                                          |
| 48° 14′ N, 13° 0′ E / 48.233°N,13.000°E | Àustria               |                                                                                          |
| 47° 51′ N, 13° 0′ E / 47.850°N,13.000°E | Alemanya              | Per uns 3 km                                                                             |
| 47° 50′ N, 13° 0′ E / 47.833°N,13.000°E | Àustria               | Per uns 13 km – passa just a l'oest de Salzburg                                          |
| 47° 43′ N, 13° 0′ E / 47.717°N,13.000°E | Alemanya              |                                                                                          |
| 47° 28′ N, 13° 0′ E / 47.467°N,13.000°E | Àustria               |                                                                                          |
| 46° 36′ N, 13° 0′ E / 46.600°N,13.000°E | Itàlia                |                                                                                          |
| 45° 38′ N, 13° 0′ E / 45.633°N,13.000°E | Mar Adriàtic          |                                                                                          |
| 43° 52′ N, 13° 0′ E / 43.867°N,13.000°E | Itàlia                |                                                                                          |
| 41° 18′ N, 13° 0′ E / 41.300°N,13.000°E | Mar Mediterrània      | Passa entre les illes Poncianes, Itàlia · passa just a l'oest de l'illa d'Ustica, Itàlia |
| 38° 3′ N, 13° 0′ E / 38.050°N,13.000°E  | Itàlia                | Illa de Sicília                                                                          |
| 37° 31′ N, 13° 0′ E / 37.517°N,13.000°E | Mar Mediterrània      | Passa just a l'est de l'illa de Linosa, Itàlia                                           |
| 32° 50′ N, 13° 0′ E / 32.833°N,13.000°E | Líbia                 | passa just a l'oest de Trípoli                                                           |
| 23° 18′ N, 13° 0′ E / 23.300°N,13.000°E | Níger                 |                                                                                          |
| 13° 31′ N, 13° 0′ E / 13.517°N,13.000°E | Nigèria               |                                                                                          |
| 9° 28′ N, 13° 0′ E / 9.467°N,13.000°E   | Camerun               |                                                                                          |
| 2° 15′ N, 13° 0′ E / 2.250°N,13.000°E   | Gabon                 |                                                                                          |
| 2° 12′ S, 13° 0′ E / 2.200°S,13.000°E   | Rep. del Congo        |                                                                                          |
| 4° 34′ S, 13° 0′ E / 4.567°S,13.000°E   | Angola                | Per uns 15 km – Enclavament de Cabinda                                                   |
| 4° 42′ S, 13° 0′ E / 4.700°S,13.000°E   | R.D. del Congo        |                                                                                          |
| 5° 53′ S, 13° 0′ E / 5.883°S,13.000°E   | Angola                |                                                                                          |
| 7° 34′ S, 13° 0′ E / 7.567°S,13.000°E   | Oceà Atlàntic         |                                                                                          |
| 9° 1′ S, 13° 0′ E / 9.017°S,13.000°E    | Angola                | Per uns 7 km – Punta Palmeirinhas                                                        |
| 9° 5′ S, 13° 0′ E / 9.083°S,13.000°E    | Oceà Atlàntic         |                                                                                          |
| 12° 47′ S, 13° 0′ E / 12.783°S,13.000°E | Angola                |                                                                                          |
| 16° 59′ S, 13° 0′ E / 16.983°S,13.000°E | Namíbia               |                                                                                          |
| 19° 56′ S, 13° 0′ E / 19.933°S,13.000°E | Oceà Atlàntic         |                                                                                          |
| 60° 0′ S, 13° 0′ E / 60.000°S,13.000°E  | Oceà Antàrtic         |                                                                                          |
| 69° 46′ S, 13° 0′ E / 69.767°S,13.000°E | Antàrtida             | Terra de la Reina Maud, reclamada Noruega                                                |